# Hideaki Nishino
Hideaki Nishino (...) è un dirigente d'azienda giapponese.
Attualmente è il presidente e amministratore delegato di Sony Interactive Entertainment.

## Biografia
Nel 2000 entra in Sony Corporation come responsabile della pianificazione dei prodotti e dei servizi di telefonia mobile e dello sviluppo della rete FeliCa.
Inizia a lavorare presso Sony Interactive Entertainment (all'epoca Sony Computer Entertainment) nel 2006, diventando responsabile dei servizi Folding@home e Life with PlayStation.
Nel 2009 ha lanciato Sony Entertainment Network negli Stati Uniti e nel 2013 è stato responsabile della pianificazione dei prodotti.
Nel 2016 a seguito della nascita di Sony Interactive Entertainment, tramite fusione delle due divisioni Sony Computer Entertainment e Sony Network Entertainment, diventa responsabile della divisione Platform Experience Group.
Dopo l'abbandono di Jim Ryan e a partire dal 1º giugno 2024, diventa co-amministratore delegato di SIE e capo della divisione Platform Business Group.
Il 29 gennaio 2025, tramite comunicato ufficiale, viene annunciato che a partire dal 1º aprile 2025 Nishino sarà il nuovo presidente e unico amministratore delegato di SIE.